# 岐阜保健大学短期大学部
岐阜保健大学短期大学部
，简称岐保短（ぎほたん），是一所位于日本岐阜县岐阜市的私立短期大学。

## 概要

### 简介
- 学校最早可以追溯到1978年[1]。短期大学为于2007年开办[1]、由学校法人丰田学园经营。

### 历史
- 2007年 岐阜保健短期大学成立并同时设置护理学科[1]。
- 2009年 复健医学科[注 1]理学疗法学专攻[注 2]成立[1]。
- 2010年 复健医学科[注 1]职能治疗学专攻[注 3]和语言听觉学专攻[注 4][注 5]成立[1]。
- 2012年 复健医学科[注 1]语言听觉学专攻招生最后[1]。

### 宪章
- 请参看岐阜保健短期大学的标志2013年11月20日阅览。

## 学校环境
- 校区：在岐阜县岐阜市

## 历任校长
- 筱田正昭：第一代短期大学校长[1]。
- 永井博一：就任于2010年[1]。现在短期大学校长。

## 組織

### 学科
- 护理学科
- 复健医学科[注 1]
  - 物理治疗学专攻[注 2]
  - 职能治疗学专攻[注 3]
  - 语言听觉学专攻[注 5][注 4]

### 专科
| - 没有 |

### 业余课程
| - 没有 |

### 附属学校
| - 烹调专门学校 - 医疗专门学校 |

### 附属机关
| - 图书馆 |

## 相关链接
- 日本短期大学列表